# Шаулагер
Шаулагер (иногда Шаулаггер; нем. Schaulager) — художественный музей, совмещённый с хранилищем произведений искусства; расположен в швейцарском городе Мюнхенштайн (полукантон Базель-Ланд); здание было построено по проекту базельского архитектурного бюро «Herzog & de Meuron» и открыто в 2003 году как место для сохранения экспонатов из коллекции фонда «Emanuel Hoffmann-Stiftung»; нацелен на работу с профессиональной аудиторией: музейными работниками, реставраторами, кураторами, исследователями, студентами и преподавателями — несколько раз в год открывается и для широкой аудитории.

## История и описание
Музей «Шаулагер» расположен в городе Мюнхенштайн (полукантон Базель-Ланд) и управляется фондом Лоренца (Laurenz-Stiftung); он специализируется на хранении, исследовании и представлении произведений современного искусства. Институт основан на идее хранения работ таким образом, чтобы они оставались доступными для исследований даже в те периода, когда они не выставляются на всеобщее обозрение.
Обычно невыставленные художественные работы упаковываются в коробки или ящики — и отправляются на склад. Музей стремиться сочетание оба состояния объектов: «выставлять» и «хранить» — которые обычно исключают друг друга в традиционных институтах; итоге появился немецкий термин «Schaulager», сочетающий в себе оба слова. Концепция — основанная на идее, что оригинал незаменим при изучении художественной работы — была разработана швейцарским меценатом Майей Оери (Maja Oeri, род. 1955) специально для коллекции произведений искусства фонда Эмануэля Гофмана (Emanuel Hoffmann-Stiftung). Благодаря «доступному хранилищу», сегодня произведения искусства могут быть осмотрены и/или исследованы специалистами (преподаватели, исследователями, музейными работниками или художниками) в любое время.
Проводя специальные выставки, туры и иные мероприятия, Schaulager становится открыт и для широкой аудитории. Здание хранилища было построено по проекту архитектурного бюро «Herzog & de Meuron», созданному в тесном сотрудничестве с представителями фонда. Музей открылся в 2003 году и его часто характеризуют как «архитектурный прототип» для нового типа художественных хранилищ. В рамках публичных выставок Шаулагер представлял работы таких авторов как Вольфганг Тильманс («Holbein bis Tillmans. Prominente Gäste aus dem Kunstmuseum Basel», 2009), Мэтью Барни («Prayer Sheet with the Wound and the Nail», 2010), Франсис Алис (2011), Стив МакКуин (2013), Пол (Пауль) Чан (Paul Chan, род. 1973; «Selected Works», 2014) и Брюс Науман (ретроспектива, 2018).